# Epigynopteryx modesta
Epigynopteryx modesta là một loài bướm đêm trong họ Geometridae.